# جون وليامز (متسابق الحدث)
جون وليامز (بالإنجليزية: John Williams)‏ هو متسابق الحدث أمريكي، ولد في 4 أبريل 1965 في ميدلبورغ في الولايات المتحدة.

## وصلات خارجية
- جون وليامز على موقع الاتحاد الدولي للفروسية (الإنجليزية)
- جون وليامز على موقع FEI (رابط بديل) (الإنجليزية)
- جون وليامز على موقع اللجنة الأولمبية الدولية (الإنجليزية)
- جون وليامز على موقع أوليمبيديا (الإنجليزية)
- جون وليامز على موقع اللجنة الأولمبية والبارالمبية الأمريكية (الإنجليزية)